# Elcídio Conde
Elcídio Conde – mozambicki piłkarz grający na pozycji obrońcy. W swojej karierze grał w reprezentacji Mozambiku.

## Kariera klubowa
W swojej karierze Conde grał w klubie CD Matchedje de Maputo.

## Kariera reprezentacyjna
W 1986 roku Conde został powołany do reprezentacji Mozambiku na Puchar Narodów Afryki 1986. Na tym turnieju rozegrał trzy mecze grupowe: z Wybrzeżem Kości Słoniowej (0:3), z Senegalem (0:2) i z Egiptem (0:2).